# Pseudvulus schusteri
Pseudvulus schusteri là một loài bọ cánh cứng trong họ Rhynchitidae. Loài này được Formanek miêu tả khoa học năm 1912.